# Pältsafallet

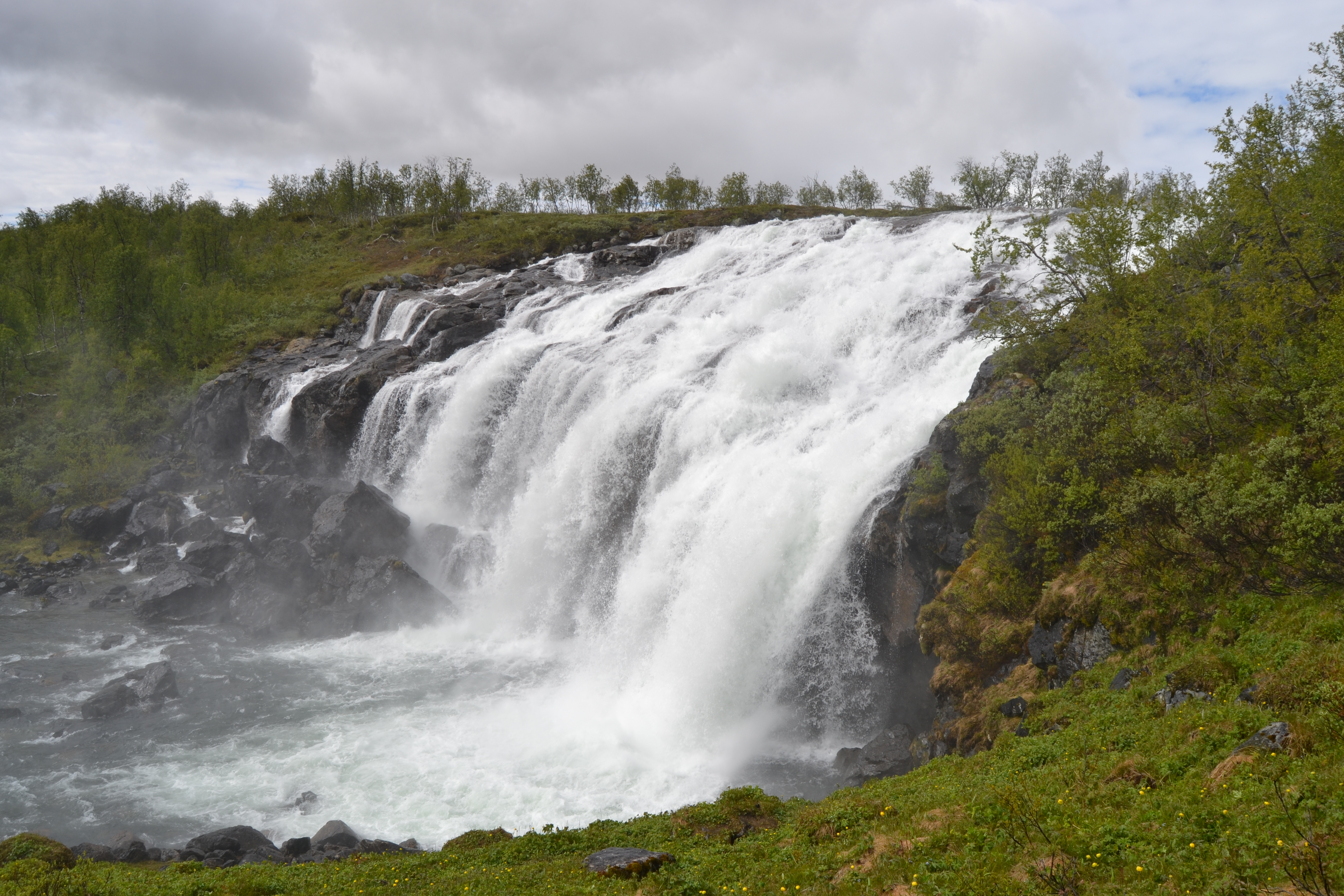

Pältsafallet är ett vattenfall i Bealcánjohka (Pältsajåkkå), som ligger i den nordligaste delen av Kiruna Kommun, cirka tolv kilometer sydväst om Treriksröset. Fallet är omkring sju meter högt och nio–elva meter brett. Det ligger ca 1 km söder om Pältsastugan. Genom fallet går jokken ner i fjällbjörksskogen, till skillnad från ovanför och på hedarna i området runt Pältsastugan, som till största delen är kalfjäll och är Sveriges enda tundra.